# Mühlhausen-Ehingen
Mühlhausen-Ehingen è un comune tedesco di 3 957 abitanti, situato nel land del Baden-Württemberg.